# Lee Jong-min (Eishockeyspieler)
Lee Jong-min (* 7. Dezember 1998 in Coquitlam, British Columbia, Kanada) ist ein südkoreanisch-kanadischer Eishockeyspieler, der seit 2022 bei Anyang Halla in der Asia League Ice Hockey unter Vertrag steht.

## Karriere
Lee Jong-min begann in seinem Geburtsland Kanada seine Karriere als Eishockeyspieler, wo er in verschiedenen Juniorenligen spielte. 2016 ging er nach Südkorea und spielte zunächst je ein Jahr für das Team der Kyung Bock Highschool und der Yonsei University. 2018 wechselte er in die Asia League Ice Hockey zu den Daemyung Killer Whales. 2020 wurde er zum Rookie of the Year der Liga gewählt. 2022 wechselte er zu Anyang Halla und gewann mit dem Klub 2023 die Asia League.

### International
Für Südkorea nahm Lee Jong-min bereits an der U18-Weltmeisterschaft 2016 in der Division I und der U18-Weltmeisterschaft 2018, als er gemeinsam mit seinem Landsmann Lee Ju-hyung und dem Japaner Tohi Kobayashi zweitbester Scorer des Turniers nach dem Briten Liam Kirk und gemeinsam mit Lee auch zweitbester Torschütze nach Kirk wurde, in der Division II teil. Sein Debüt in der Herren-Auswahl des ostasiatischen Landes gab er bei der Olympiaqualifikation für die Winterspiele in Peking 2022. Anschließend spielte er bei der Weltmeisterschaft 2022 in der Division I.

## Erfolge und Auszeichnungen
- 2020 Rookie of the Year der Asia League Ice Hockey
- 2023 Gewinn der Asia League Ice Hockey